# La Pluie
Singles de Orelsan
Défaite de famille
(2018) Paradis
(2018)
Singles par Stromae
Repetto x Mosaert
(2017) Défiler
(2018)
La Pluie est un single du rappeur français Orelsan tiré de son album La fête est finie, sorti le 20 octobre 2017, en duo avec Stromae (également compositeur). La chanson sort le 23 février 2018.

## Genèse
La chanson est présentée comme une satire sociale et son refrain, chanté par Stromae, est particulièrement remarqué par la presse, ce dernier ayant auparavant annoncé vouloir arrêter temporairement de chanter,, La pluie est certifié deux mois après la sortie de l'album d'un disque d'or.
Le clip vidéo du single, sorti en avril 2018, est réalisé par Greg & Lio et tourné à Kiev, en Ukraine. Il s'agit du troisième clip d'Orelsan tourné dans la capitale d'Europe de l'Est, après Basique et Tout va bien, eux aussi réalisés par Greg & Lio.

## Classement
| Classement (2017-18)                           | Meilleure position |
| ---------------------------------------------- | ------------------ |
| Belgique (Flandre Ultratip Bubbling Under 100) | 14                 |
| Belgique (Wallonie Ultratop 50 Singles)        | 2                  |
| Belgique (Wallonie Ultratip Bubbling Under 50) | 5                  |
| France (SNEP)                                  | 10                 |

## Certification
| Pays   | Organisme | Certification | Seuil                            |
| ------ | --------- | ------------- | -------------------------------- |
| France | SNEP      | Diamant       | 50 millions d'équivalent streams |